# Francesco Mattea
Francesco Mattea (Torino, 1895. január 17. – 1973. november 10.) olasz nemzetközi labdarúgó-játékvezető.

## Pályafutása

### Nemzeti játékvezetés
1918-ban vizsgázott, 1929-ben lett az I. Liga játékvezetője. A nemzeti játékvezetéstől 1943-ban vonult vissza.

#### Nemzeti kupamérkőzések
Vezetett kupadöntők száma: 1.

##### Olasz labdarúgókupa
| Időpont         | Helyszín                         | Mérkőzés típusa | Mérkőzés          | Eredmény |
| --------------- | -------------------------------- | --------------- | ----------------- | -------- |
| 1937. június 6. | Artemio Franchi Stadion, Firenze | döntő           | Genoa CFC–AS Roma | 1 – 0    |

### Nemzetközi játékvezetés
Az Olasz labdarúgó-szövetség Játékvezető Bizottsága (JB) terjesztette fel nemzetközi játékvezetőnek, a Nemzetközi Labdarúgó-szövetség (FIFA) 1929-től tartotta nyilván bírói keretében. Több nemzetek közötti válogatott és klubmérkőzést vezetett vagy működő társának partbíróként segített. Az olasz nemzetközi játékvezetők rangsorában, a világbajnokság-Európa-bajnokság sorrendjében többedmagával a 33. helyet foglalja el 3 találkozó szolgálatával. Az aktív nemzetközi játékvezetéstől 1943-ban búcsúzott. Válogatott mérkőzéseinek száma: 8.

#### Labdarúgó-világbajnokság
A világbajnoki döntőhöz vezető úton Olaszországba a II., az 1934-es labdarúgó-világbajnokságra és Franciaországba a III., az 1938-as labdarúgó-világbajnokságra  a FIFA JB bíróként alkalmazta. A FIFA JB több élvonalbeli játékvezetőt kért az Olasz Labdarúgó-szövetségtől kifejezetten partbírói feladatok ellátására. Partbíróként nem tevékenykedett. Világbajnokságokon vezetett mérkőzéseinek száma: 2.

##### 1934-es labdarúgó-világbajnokság

###### Világbajnoki mérkőzés
| Időpont         | Helyszín                        | Mérkőzés típusa    | Mérkőzés              | Eredmény | Nézők száma |
| --------------- | ------------------------------- | ------------------ | --------------------- | -------- | ----------- |
| 1934. május 27. | Giovanni Berta Stadion, Firenze | egyik nyolcaddöntő | Németország–Belgium   | 5 : 2    | 8 000       |
| 1934. május 31. | Littoriale Stadion, Bologna     | egyik negyeddöntő  | Ausztria–Magyarország | 2 : 1    | 25 000      |

##### 1938-as labdarúgó-világbajnokság

###### Selejtező mérkőzés
| Időpont        | Helyszín                 | Mérkőzés típusa           | Mérkőzés         | Eredmény | Nézők száma |
| -------------- | ------------------------ | ------------------------- | ---------------- | -------- | ----------- |
| 1938. május 1. | San Siro Stadion, Milánó | előselejtező (7. csoport) | Svájc–Portugália | 2 : 1    | 20 000      |

#### Nemzetközi kupamérkőzések
Vezetett kupadöntők száma: 1.

##### Közép-európai kupa
| Időpont           | Helyszín                        | Mérkőzés típusa     | Mérkőzés                             | Eredmény | Nézők száma |
| ----------------- | ------------------------------- | ------------------- | ------------------------------------ | -------- | ----------- |
| 1931. november 8. | Városi Stadion, Zürich          | döntő első mérkőzés | Wiener AC–First Vienna FC            | 2 : 3    |             |
| 1933. június 29.  | Sparta/Letná Stadion, Prága     | egyik nyolcaddöntő  | AC Sparta Praha–Hungária FC Budapest | 2 : 1    | 15 000      |
| 1936 június 27.   | Berlini utcai Stadion, Budapest | egyik nyolcaddöntő  | Phöbus FC–AC Sparta Praha            | 4 : 2    | 15 000      |
| 1927. június 20.  | Megyeri úti Stadion, Budapest   | egyik nyolcaddöntő  | Újpesti TE–ASC Venus Bucureşti       | 4 : 1    | 7 500       |

#### A magyar labdarúgó-válogatott mérkőzései (1902–1929)
| Időpont           | Helyszín                    | Mérkőzés típusa          | Mérkőzés                   | Eredmény | Nézők száma |
| ----------------- | --------------------------- | ------------------------ | -------------------------- | -------- | ----------- |
| 1933. október 1.  | Práter Stadion, Bécs        | 168. válogatott mérkőzés | Ausztria–Magyarország      | 2 : 2    | 60 000      |
| 1934. április 29. | Letenský Stadion, Prága     | 173. válogatott mérkőzés | Csehszlovákia–Magyarország | 2 : 2    | 35 000      |
| 1934. május 31.   | Littoriale Stadion, Bologna | 177. válogatott mérkőzés | Ausztria–Magyarország      | 2 : 1    | 14 000      |

## Szakmai sikerek
1936-ban első játékvezetőként kapta meg a Dr. Giovanni Mauro alapítvány elismerő díját.

## Külső hivatkozások
- Francesco Mattea. World Referee. [2012. október 11-i dátummal az eredetiből archiválva]. (Hozzáférés: 2012. július 14.)
- Francesco Mattea. footballzz.com. (Hozzáférés: 2012. július 14.)
- Francesco Mattea. footballdatabase.eu. (Hozzáférés: 2012. július 14.)
- Francesco Mattea. scoreshelf.com. [2015. szeptember 26-i dátummal az eredetiből archiválva]. (Hozzáférés: 2012. július 14.)
- Francesco Mattea. eu-football.info. (Hozzáférés: 2012. július 14.)
- Francesco Mattea. weltfussball.de. (Hozzáférés: 2012. július 14.)
- Francesco Mattea. iffhs.de. (Hozzáférés: 2012. július 14.)

| Elődje: Sophus Hansen | KEK döntő 1931 | Utódja: Rinaldo Barlassina |

| Elődje: Raffaele Mastellari | Olasz-kupa döntő 1936–1937 | Utódja: Raffaele Mastellari |